# Darren Anderton
Darren Robert Anderton (* 3. März 1972 in Southampton, England) ist ein ehemaliger englischer Fußballspieler. Der 30-fache Nationalspieler und Teilnehmer an der Euro 1996 in England sowie der WM 1998 in Frankreich galt in den 1990er-Jahren als einer der begabtesten englischen Spieler. Zwischen 1992 und 2004 war er lange für Tottenham Hotspur aktiv und 1999 gewann er mit diesem Klub den Ligapokal. Seine bevorzugte Position war zunächst die des rechten Flügelspielers, bevor er bedingt auch durch zahlreiche Verletzungen vermehrt im zentralen oder rechten Mittelfeld als Spielgestalter eingesetzt wurde.

## Sportlicher Werdegang

### Vereinskarriere

#### FC Portsmouth (1990–1992)
Nach ersten Erfahrungen in der unterklassigen Southampton Tyro League bei den Itchen Saints zog es Anderton im Februar 1988 in die Nachwuchsabteilung des FC Portsmouth. Zwei Jahre später unterzeichnete er bei dem „Pompey“ genannten Klub einen Profivertrag. Sein Ligadebüt gab er am 3. November 1990 in der zweithöchsten englischen Spielklasse gegen die Wolverhampton Wanderers und bis zum Ende der Saison 1990/91 wurde er immer mehr zu einem ernsthaften Anwärter auf einen Stammplatz. Ursprünglich wurde er oft auf der linken Flügelposition eingesetzt und durch seine Antrittsschnelligkeit und gute Technik zeigte er seine Stärken, Gegner im Sprintduell zu „überspielen“ und mit präzisen Hereingaben in den Strafraum für Gefahr zu sorgen.
In der Saison 1991/92 feierte er seinen sportlichen Durchbruch. Von Beginn an war er eine feste Größe in der Startelf des FC Portsmouth und besonders im FA Cup machte Anderton auf sich aufmerksam. Er schoss beide Tore zum 2:0-Sieg gegen Leyton Orient in der vierten Runde und zwei weitere Treffer beim 4:2-Auswärtserfolg gegen den FC Middlesbrough. Die Reise endete im Halbfinale denkbar knapp gegen den hohen Favoriten aus Liverpool. Dort schoss er nach 20 Minuten in der Verlängerung das Tor zum 1:0, das erst kurz vor Schluss ausgeglichen wurde – das Wiederholungsspiel gewann Liverpool letztlich per Elfmeterschießen. Die nationale Aufmerksamkeit, die ihm dadurch zuteilgeworden war, führte letztlich wenig überraschend zu seinem Wechsel in die neu geschaffene Premier League. Den Zuschlag erhielt im Mai 1992 Tottenham Hotspur, dessen damaliger Trainer Terry Venables die Ablösesumme von 1,75 Millionen Pfund zu zahlen bereit war.

#### Tottenham Hotspur (1992–2004)
Nach anfänglichen Verletzungsproblemen etablierte sich Anderton rasch in der neuen Mannschaft. Die „Spurs“ hatten im Mittelfeld nach dem Weggang von Chris Waddle Probleme in Bezug auf die kreativen Elemente von den Außenpositionen und Anderton sollte dabei helfen, diese Lücke zu schließen – ein schneller Flügelspieler, der viele gegnerische Außenverteidiger vor Probleme stellte und auch defensive Stärken zeigte, passte diesbezüglich gut ins Anforderungsprofil. Normalerweise agierte Anderton auf den rechten Seite und von seinen Pässen profitierten in besonderem Maße Zentrumsstürmer wie Teddy Sheringham. Dabei zeichnete ihn aus, dass er weniger die Flanken nur in die Mitte schlug, sondern den Flachpass im richtigen Moment in den Lauf des Mitspielers bevorzugte. Mittlerweile zum englischen A-Nationalspieler gereift war die Saison 1994/95 der nächste Meilenstein in der Laufbahn von Darren Anderton. Gemeinsam mit Nick Barmby, Teddy Sheringham, Jürgen Klinsmann und Ilie Dumitrescu wurde Anderton zum Bestandteil einer Offensivreihe, die aufgrund ihrer attraktiven Spielweise unter dem argentinischen Trainer Osvaldo Ardiles als „Famous Five“ gerühmt wurde. Nach der Entlassung von Ardiles, die in den schwachen Resultaten trotz der Stärken im Angriffsspiel begründet lag, passte sich Anderton schnell an die defensivere Herangehensweise des Nachfolgers Gerry Francis an. Als Stammspieler in der englischen Nationalmannschaft war sein Status auch in Tottenham nun unumstritten, was auch darin seinen Ausdruck fand, dass der Verein ein Transferangebot von Manchester United in Höhe von fünf Millionen Pfund ausschlug.
Mitte der 1990er-Jahre markierte Andertons Karrierehöhepunkt, von dem aus seine Probleme zunahmen. Die Spielzeit 1995/96 verpasste er weitgehend verletzungsbedingt und nachdem er rechtzeitig für die Euro 1996 im eigenen Land fitgeworden war, schlossen sich zwei weitere Jahre in Tottenham an, in denen Anderton nur sporadisch zum Einsatz kam. Während dieser Zeit wurde ihm der Spitzname „Sicknote“ (deutsch: Krankheitsattest) verliehen, der ihn im weiteren Karriereverlauf begleitete. Die Blessuren sorgten auch dafür, dass ihm die Schnelligkeit, die ihn vormals ausgezeichnet hatte, abhandenkam. Das führte dazu, dass er vermehrt ins Mittelfeldzentrum rückte und dort seine technischen Fertigkeiten im Passspiel nutzte.
In der Saison 1998/99 gewann Anderton mit Tottenham den einzigen bedeutenden Vereinstitel in seiner Laufbahn, nachdem er im Finale des Ligapokals gegen Leicester City gewonnen hatte. Anderton blieb zumeist „erste Wahl“ für die Startformation, insofern es seine Gesundheit zuließ. 2002 erreichte der Klub mit ihm nochmals ein Ligapokalendspiel, in dem er sich mit 1:2 den Blackburn Rovers geschlagen geben musste. Nach zwei weiteren Jahren lief sein Vertrag im Sommer 2004 aus und obwohl ihm ein weiterer leistungsbezogener Kontrakt („pay-as-you-play“) angeboten wurde, endete sein Engagement in Tottenham. Dabei hatte er insgesamt 299 Meisterschaftsspiele und 59 Pokalpartien (Ligapokal und FA Cup) bestritten und 48 Tore für die Spurs geschossen.

#### Birmingham, Wolverhampton & Bournemouth (2004–2008)
Ablösefrei heuerte Anderton im August 2004 beim Erstligakonkurrenten Birmingham City an. Dort wurde er – wie zuvor bei Tottenham angeboten – zunächst gemäß seinen Einsätzen bezahlt, bevor er nach dem Nachweis seiner Fitness einen Vertrag unterzeichnete. Im Mittelfeld der „Blues“ sorgte er auf Anhieb für positive Akzente und im Abstiegskampf war er mit seinem guten Positionsverständnis und den Stärken im Passspiel ein „beruhigendes Element“, wenngleich er bei seinen 20 Ligaeinsätzen nur neun Mal in der Startformation stand. Highlight seiner Zeit in Birmingham war am 6. November 2004 der 1:0-Siegtreffer beim FC Liverpool, womit eine vorübergehende Sieglosserie von Birmingham City ihr Ende fand.
Die nächste Station für Anderton war ab August 2005 der Zweitligist Wolverhampton Wanderers. Dort war mit Glenn Hoddle ein ehemaliger englischer Nationaltrainer beschäftigt, unter dem Anderton gespielt hatte. Bei seinem Einstand im Ligapokal gegen Chester City (5:1) schoss er auf Anhieb ein Freistoßtor, aber nach fünf Einsätzen musste er aufgrund einer Schienbeinverletzung für die folgenden sechs Partien aussetzen. Zeitweise demonstrierte er bei den „Wolves“ weiter seine „alte Klasse“, aber eine Oberschenkelblessur sorgte dafür, dass er ab März 2006 nicht mehr in Erscheinung trat. Im September 2006 ließ Wolverhampton Anderton ablösefrei in Richtung des Drittligisten AFC Bournemouth ziehen.
Wie bei seinem vorherigen Arbeitgeber führte sich Anderton auch in Bournemouth bei seinem Debüt mit einem Tor ein – per spektakulärem Weitschuss gegen Scunthorpe United (1:1). Es folgte eine äußerst erfolgreiche Saison 2006/07, in der er nicht nur Vorbild für seine zumeist jüngeren Mitspieler war, sondern auch selbst mehrfach Glanzlichter setzte, darunter sein Hattrick zum 5:0 gegen Leyton Orient am 10. Februar 2007. Dadurch verlängerte der Verein den Vertrag mit ihm im Sommer 2007 um ein weiteres Jahr. Nach stetigen Einsätzen zu Beginn der Spielzeit 2007/08 verletzte er sich jedoch am 6. November 2007 gegen Leeds United derart schwer, dass er fünf Monate pausieren musste. Die Saison 2008/09 begann Anderton als Mannschaftskapitän und nach einem Treffer zum Ligaauftakt gegen den FC Gillingham (1:1) zeigte er sich in insgesamt guter Form, bevor er seinen bevorstehenden Rücktritt als aktiver Spieler verkündete. Seine letzte Partie fand am 6. Dezember 2008 gegen Chester City statt, in der er eingewechselt wurde und zwei Minuten vor Ende den 1:0-Siegtreffer erzielte.

### Englische Nationalmannschaft
Vier Jahre nach dem Beginn seiner Profikarriere in Portsmouth debütierte Anderton am 9. März 1994 unter Trainer Terry Venables für die englische A-Nationalmannschaft gegen Dänemark (1:0). Kurz darauf wurde er Stammspieler und im Verlauf der Euro 1996 im eigenen Land, bei der England das Halbfinale erreichte, war er an der Seite von Spielern wie Paul Gascoigne, Alan Shearer und Steve McManaman ein wichtiger Bestandteil der „Three Lions“. Dabei traf er in der spannenden Verlängerung gegen den späteren Europameister Deutschland nur den Pfosten und verpasste das mögliche Golden Goal knapp.
Gleichsam seine Verletzungen als auch der aufstrebende David Beckham als neuer Konkurrent auf seiner rechten offensiven Mittelfeldposition wirkten sich nachteilig auf Andertons weitere Nationalmannschaftsentwicklung aus. Dennoch wurde er von Glenn Hoddle in den englischen Endrundenkader anlässlich der Fußball-Weltmeisterschaft 1998 in Frankreich berufen. Dort erzielte er gegen Kolumbien einen Treffer. Später waren erneut Verletzungen dafür verantwortlich, dass er seinen Platz in der Mannschaft wieder verlor.
Nachdem er nicht für die Euro 2000 in den Niederlanden und Belgien berücksichtigt worden war, konnte er sich anschließend nach einer längeren Phase ohne Verletzungen wieder in die Mannschaft spielen. Beim 1:1-Unentschieden in Frankreich wurde er im September 2000 wieder eingesetzt und im November folgte das nächste Spiel gegen Italien (0:1). Andertons Form in der Frühphase der Saison 2001/02 brachte ihm dann seine erste Nominierung unter dem neuen Trainer Sven-Göran Eriksson gegen Schweden ein. Dieses nun 30. Länderspiel sollte jedoch auch sein letztes sein, da Eriksson anschließend auf ihn verzichtete.

## Titel/Auszeichnungen
- Englischer Ligapokal (1): 1999
- Tournoi de France (1): 1997